# Neomammillaria melanocentra
Neomammillaria melanocentra là một loài thực vật có hoa trong họ Cactaceae. Loài này được (Weber) Britton & Rose mô tả khoa học đầu tiên năm 1923.